# Oecobius concinnus
Oecobius concinnus är en spindelart som beskrevs av Simon 1893. Oecobius concinnus ingår i släktet Oecobius och familjen Oecobiidae. Inga underarter finns listade i Catalogue of Life.